# Dendrochilum ovatum
Dendrochilum ovatum là một loài thực vật có hoa trong họ Lan. Loài này được J.J.Sm. mô tả khoa học đầu tiên năm 1922.

## Hình ảnh

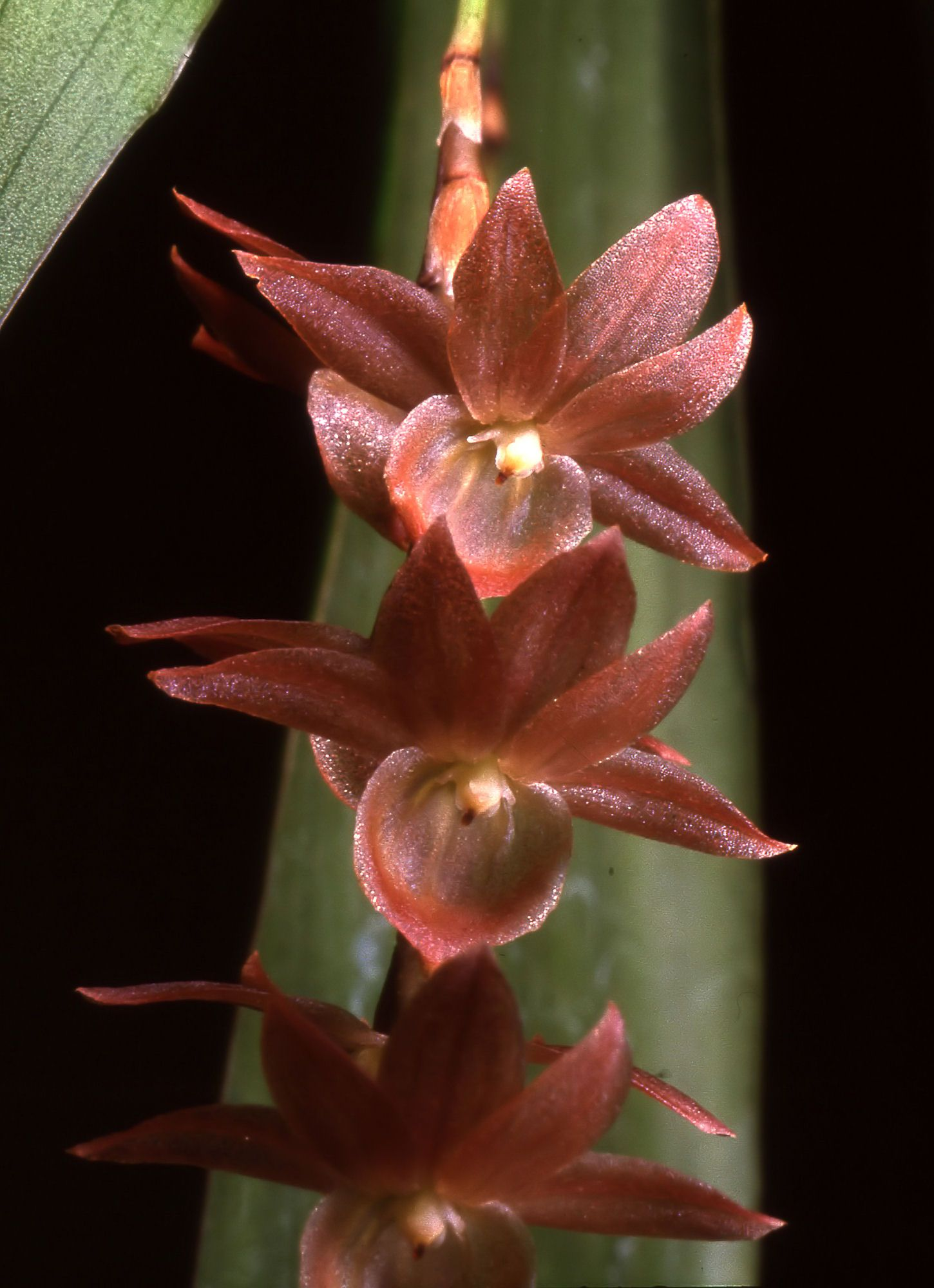